# Clarence Dolson
Clarence Edward „Dolly“ Dolson (* 23. Mai 1897 in Hespeler, Ontario; † 19. August 1976 in Stratford, Ontario) war ein kanadischer Eishockeytorwart, der während seiner aktiven Karriere zwischen 1919 und 1933 unter anderem für die Detroit Cougars und Detroit Falcons in der National Hockey League gespielt hat.

## Karriere
Nach diversen Stationen in unterklassigen Ligen schloss sich Dolson im Jahr 1926 den Stratford Nationals aus der Canadian Professional Hockey League, mit denen er 1928 die Liga-Meisterschaft gewann. Danach löste sich die Mannschaft auf. Über den Inter-League-Draft 1928 kam der Torwart schließlich zu den Detroit Cougars in die National Hockey League, deren Stammtorwart er in der Saison 1928/29 war. Im folgenden Jahr kam er nur zu wenigen NHL-Einsätzen für die Cougars und spielte hauptsächlich für die London Panthers in der International Hockey League. Zur Spielzeit 1930/31 kehrte Dolson dann dauerhaft in den Kader des NHL-Teams zurück, das inzwischen unter dem Namen Detroit Falcons firmierte.
Zur Saison 1931/32 wechselte der Kanadier zurück in die International Hockey League, wo er die letzten beiden Jahre seiner Karriere bei den Cleveland Indians verbrachte.

## Erfolge und Auszeichnungen
- 1928 CanPro-Meisterschaft mit den Stratford Nationals

## NHL-Statistik
(Legende zur Torhüterstatistik: GP oder Sp = Spiele insgesamt; W oder S = Siege; L oder N = Niederlagen; T oder U oder OT = Unentschieden oder Overtime- bzw. Shootout-Niederlage; Min. = Minuten; SOG oder SaT = Schüsse aufs Tor; GA oder GT = Gegentore; SO = Shutouts; GAA oder GTS = Gegentorschnitt; Sv% oder SVS% = Fangquote; EN = Empty Net Goal; 1 Play-downs/Relegation; Kursiv: Statistik nicht vollständig)